# Heliconius sapho
Heliconius sapho is een vlinder uit de familie Nymphalidae.
De wetenschappelijke naam van de soort is, als Papilio sapho, voor het eerst gepubliceerd in 1782 door Dru Drury. De naam zoals gepunbliceerd door Drury, is een junior homoniem van Papilio sappho Pallas, 1771 (nu Neptis sappho), en zou daarom strikt genomen ongeldig zijn. In 2006 bepaalde de ICZN echter in Opinion 2152 (Case 3320) dat de naam voor deze neotropische vlindersoort geconserveerd wordt omdat die op dat moment al meer dan 220 jaar consistent voor die soort werd gebruikt, en verwarring met de palearctische soort uit een andere onderfamilie (Limenitidinae) uitgesloten is.